# نجا قاسية
نجا قاسية (الاسم العلمي:Najas rigida) هي نوع من النباتات تتبع جنس النجا من فصيلة الحب المائية.